# Bête des Vosges
La bête des Vosges est un animal mystérieux qui sévit entre 1977 et 1978 dans le massif des Vosges (France) en s’attaquant au bétail. Sa médiatisation est devenue un véritable fait de société,.

## Un prédateur insaisissable
C'est plus d'une centaine de moutons, quelques vaches, un taureau, et un poulain, qui sont retrouvés égorgés entre Châtel-sur-Moselle, Rambervillers et La Bresse de mars 1977 à janvier 1978. Malgré de nombreuses battues, l'animal reste introuvable,. La psychose s'installe dans les villages, et la machine médiatique s'emballe.
Trois photographies ont été prises, montrant une sorte de gros canidé. On parle d'un chien errant, d'un loup, d'un dingo échappé d'un zoo. Mais on évoque bientôt la piste d'un chien dressé par un éleveur de la région pour se venger de vieilles rancunes, ou par sadisme. Certains habitants pensent que la Bête est lâchée de nuit dans les champs, puis récupérée au matin, avec un véhicule.
La suspicion se porte également sur un dénommé Manfred Reinartz, industriel allemand et propriétaire du château d'Hadigny-les-Verrières. Certains racontent qu'il aurait été officier pendant la Seconde Guerre mondiale, et qu'il aurait dressé des molosses à tuer. Le nouvel Observateur écrira : « L’Allemand du grand domaine, dont le manoir est plein de trophées d’éléphants, de grizzlis, de buffles massacrés aux quatre coins du monde, monte chaque nuit la garde, avec son fusil à lunette, en haut des miradors qu’il a dressés dans la forêt » ; et ira jusqu'à comparer les clôtures à celles d'Auschwitz. Reinartz est victime d'un véritable lynchage public et médiatique. L'affaire va jusqu'au tribunal.
Puis la Bête disparaît mystérieusement comme elle est apparue. À ce jour, son identité zoologique reste inconnue.

## Le retour de la Bête
Quelques années plus tard, en 1994, une louve est affublée du sobriquet de « Bête des Vosges ». Elle sévit pendant plusieurs mois, attaque des troupeaux, avant que sa dépouille ne soit retrouvée le 19 mai 1995.
En 2011, après 17 ans d'absence, une nouvelle « Bête » attaquerait à nouveau des troupeaux de moutons dans les montagnes des Vosges : dans le village de Ventron, 40 moutons sont retrouvés morts en moins d'un mois.
Le nom « La Bête des Vosges » a été repris pour baptiser une bière ambrée artisanale.